# KXLU
KXLU est une station de radio américaine diffusant ses programmes en FM (88.9 MHz) sur Los Angeles. Station de la Loyola Marymount University, KXLU est principalement dédiée au rock alternatif. 